# Petar Lubarda

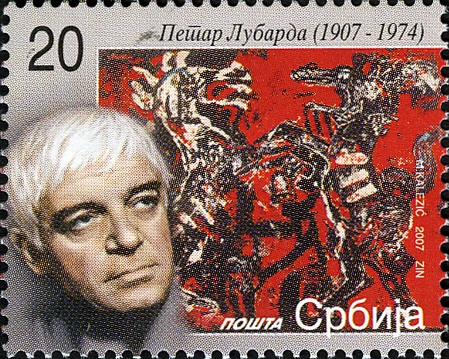
Petar Lubarda auf einer Briefmarke der Serbischen Post. Das Bild zeigt sein Gemälde Konji aus dem Museum Moderner Kunst in Belgrad

Petar Lubarda (serbokroatisch-kyrillisch Петар Лубарда; * 27. Juli 1907 in Ljubotinj, Rijeka Crnojevića; † 13. Februar 1974 in Belgrad) war ein jugoslawischer Maler aus Montenegro.
Lubarda gilt als herausragender moderner Maler Ex-Jugoslawiens, dessen größte Bedeutung in der Koloratur seiner Bilder liegt. In den Monumentalbildern seiner wichtigsten Schaffenszeit ab 1950 wurden Themen der mythologischen Vergangenheit oder das Kriegsgeschehen thematisiert. Lubarda war ständiges Mitglied der Serbischen Akademie der Wissenschaften und Künste (SANU) sowie außerordentliches Mitglied der Jugoslawischen Akademie der Wissenschaften und Künste (JAZU, heute HAZU).

## Leben
Da der Vater Lubardas Offizier war, wechselte Petar als Kind häufig seinen Wohnort. So besuchte er die Mittelschule von Herceg Novi, Sinj, Split und Nikšić. 1925 besuchte er die Kunstschule Belgrads, wo er bei Bete Vukanović, I. Šobajić und Lj. Ivanović lernte. 1926 ging er erstmals nach Paris, wo er kurzzeitig die Académie des Beaux-Arts besuchte. Bis 1932 blieb Lubarda in Paris. Er hatte Ausstellungen im Salon des Indépendants (1927) sowie eine Einzelausstellung in Rom (1929). 1932 kehrte er nach Belgrad zurück, wo er 1932 im Ratničkom domu und 1934 im Umetničkom paviljon ausstellte. 1938 kehrte er nach Paris zurück, wo er bis 1940 blieb. Den Krieg verbrachte er in deutscher und italienischer Gefangenschaft. Nach der Befreiung lebte er ab 1947 in Cetinje, wo er eine Kunstschule eröffnete und ebendort bis 1950 unterrichtete. Ab 1950 wohnte Lubarda dauerhaft in Belgrad. Lubarda stellte seine Werke ab 1950 in Frankreich, Italien, Deutschland, Spanien, der UdSSR, England, Belgien, Brasilien, Indien, dem Libanon und Syrien aus.

## Technik
Lubarda malte in Öl, Pastell und Freskotechnik.

## Werk
Lubarda gehörte keiner Schule an und schuf sich als Künstler eine eigene Identität. Nach seinem ersten Pariser Aufenthalt ab 1927 zeigt er in seinen Bildern zumeist Landschaften in Paris und Umgebung in charakteristischen silbergrünen und ockerfarbenen Chromatiken, in denen rötliche Akzente auftauchen. Mit dem zweiten Aufenthalt in Belgrad wird die farbliche Struktur reicher; neben der Silberpalette finden sich dunkelbraune und olivgrüne Farbtöne. In der Farbpalette wird damit in warmen und kalten Tonalitäten eine dramatischere Komposition erreicht.
Eine völlig neue Dimension erreicht Lubardas Malerei mit der berühmt gewordenen Ausstellung 1951 in Belgrad, die auch gesamtjugoslawisch als Abkehr vom sozialistischen Realismus kulturpolitische Bedeutung hatte. Seine Bilder bekamen die bekannte expressive Farbe und Struktur, in der Lubarda klassische objektive Formen in der Darstellung verließ. Die Farbgebung dominierte ab da sein Werk. Es ist in den Monumentalwerken durch das rhythmische Verhältnis von starken und reinen Farben am wirkungsvollsten entwickelt (Bitka na Vučjem dolu, Boj na Kosovu, Sutjeska).
In Lubardas Œuvre in der monumentalen Freskomalerei ist das Gemälde Kosovski boj das bedeutendste. Im Auftrag der Regierung Serbiens entstanden, brach es in seiner bildlichen Darstellungen mit dem gängigen Topos der „Schlacht auf dem Amselfeld“ und der Tradition pseudohistorischer Interpretationen. Es stellte so bei seiner Einweihung eine künstlerische Sensation, da sie nicht nur radikal mit der Tradition, sondern insbesondere mit allen Formen des Sozialistischen Realismus brach. Vorstudien dazu sind im Besitz des Nationalmuseums in Cetinje sowie ehemals der Nationalbibliothek Serbiens und heute im Legat des Malers, dass in seinem ehemaligen Atelier untergebracht ist. Das Zentrale Werk war für den Festsaal des ehemaligen Izvršno Veče Narodne Republike Srbije im Neuen Schloss gedacht, in dem heute der serbische Präsident residiert. Es ist ein monumentales, 56 m² großes Wandgemälde, dass durch die figürliche Abstraktion von Details der zwei aufeinander einfallenden Armeen, den teils grotesken Gesichtern von Menschen und Pferden, ihrer teils skulpturalen Darstellung und durch die Nutzung von leuchtenden Farben, in denen Rot, Violett und Grün dominieren, eine neue Epoche in der Malerei Serbien einleitete. Ohne deskriptive Mittel und literarische Anspielung nutzt das Gemälde zudem universelle Symbole und sublimierte Eindrücke in der allgemeinen Darstellung des Kriegs-Schreckens. Allgemein als Hauptwerk der modernen Malerei im Nachkriegsjugoslawien betrachtet, ist es auch das erste moderne Schlachtengemälde in der serbischen Kunst.

## Bedeutung
Die Bedeutung des Werkes Lubardas liegt in der Transponierung nationaler Medien und Themen in Visionen von universellen Charakter. Lubarda vereint abstrakte visuelle Strukturen, rein plastischer Natur mit Allusionen der konkreten Welt. In seinem Werk wird das Lebendige durch helle feurige Farben, die von den dunklen Rändern von Tod und Unendlichkeit umgeben sind, geprägt was insbesondere in den späten Werken, die durch wenig-figürlichen Gemälde Zitate seiner großen Fresken sind, noch stärker hervortritt.